# 明朝天順癸未春闈火災

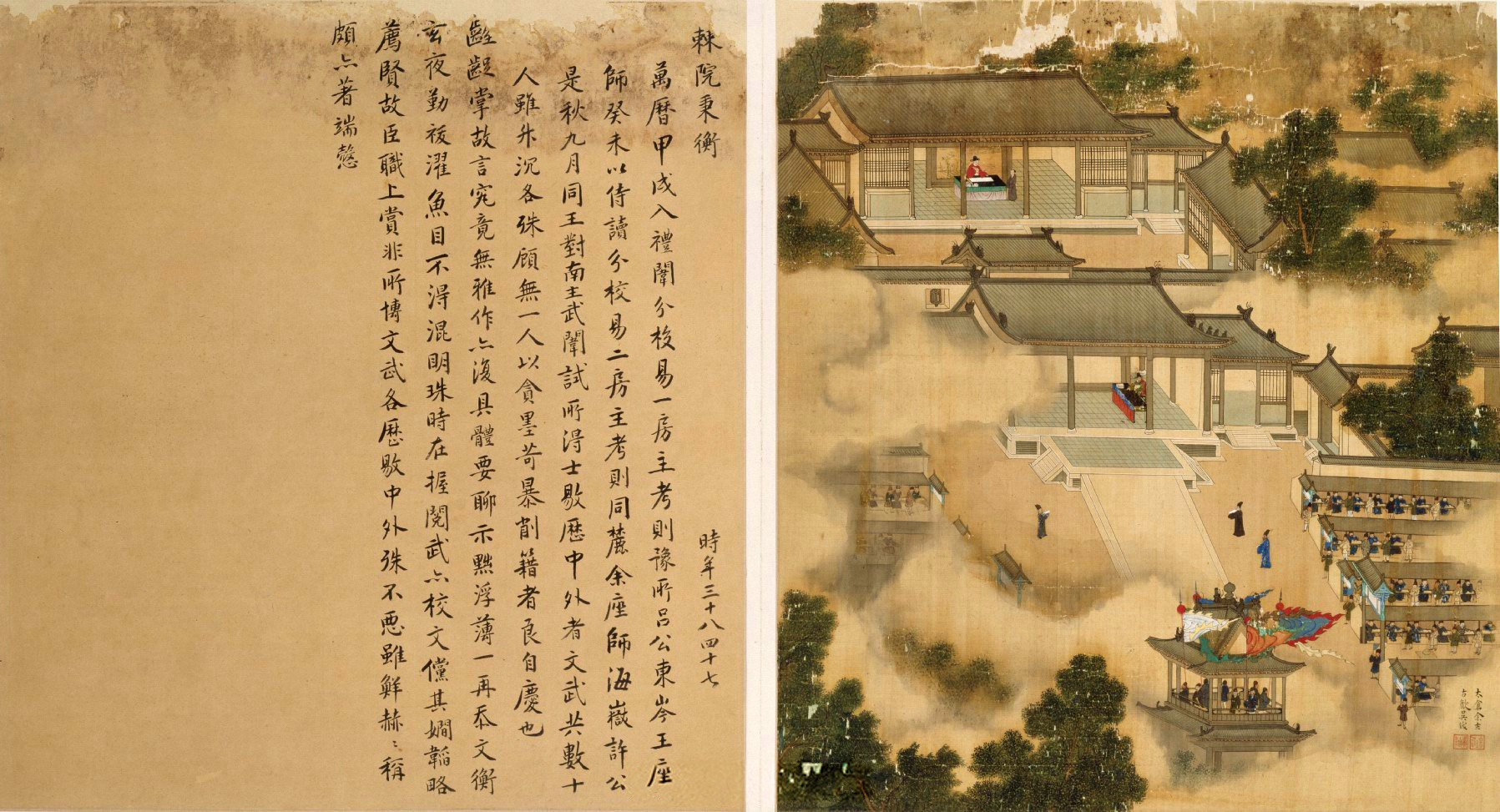
《徐顯卿宦跡圖》中描繪的會試場景

天順癸未春闈火災是明英宗天順七年二月（1463年3月）在京師（今北京市）舉行癸未科會試首場期間，貢院發生的一場嚴重火災，貢院建築大部分遭焚毀，遇難者達千餘人，其中應考舉子九十餘人。

## 經過
明英宗天順七年二月六日乙丑，禮部上奏會試天下舉人，英宗命禮部右侍郎兼翰林院學士陳文、尚寶司少卿兼翰林院修撰柯潛為考試官，賜宴於禮部。
二月九日戊辰，會試開始，同日，貢院起火，御史焦顯下令從外封閉大門，場內人員無法逃生，燒死千餘人，其中應試舉子九十餘人。

## 事後

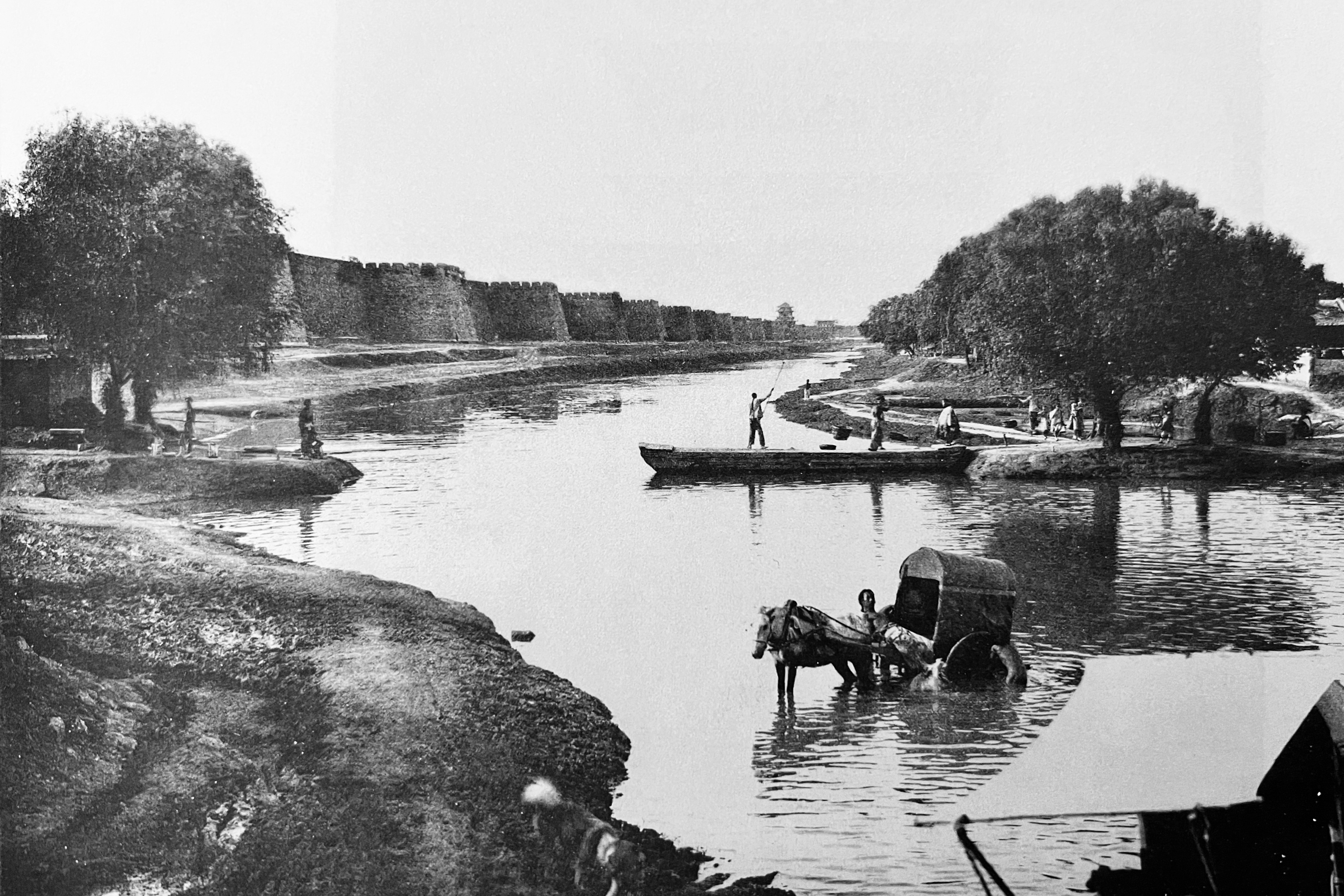
清末的朝陽門外景色

天順七年（1463年）二月十日己巳，朝廷追責，禮部左侍郎鄒幹、郎中俞欽、主事張祥、監察御史唐彬、焦顯等貢舉及監試等官員均下獄。
國子學正閻禹錫奏請為遇難舉人追贈進士，英宗切責不許。繼而又從其言，全部追贈進士出身。英宗親製祭文，收斂遺骸，在朝陽門外建六處大塚，題曰「天下英才之墓」。
不久，工部左侍郎霍瑄、右侍郎薛遠提議在安仁坊草場重建試院，英宗指出：「試院仍舊可也，戶部草場豈宜擅易？」二人及所屬郎中皆下獄。
本科會試，延期至同年八月舉行。天順八年（1464年）一月，英宗駕崩，憲宗即位。至二月方舉行殿試。
弘治十七年（1504年），南京禮部主事王偉上奏朝廷，提出其父王照是遇難舉子之一。如今墓塚已無官主守，歲無祭祀，各家子孫亦因路遠不能省視，以致居民侵毀，因此請求朝廷命有司修築，立祠壇與之祭。孝宗命順天府修葺牆垣，題其門匾，並修建祭亭三間，奏刻英宗御製祭文，令人看守，禁絕樵采。
嘉靖末年，增築外城，六塚遺址，全部夷為平地。

## 遇難舉人
| 姓名   | 籍貫             | 鄉年                     | 字號   | 備註                             | 參考                 |
| ------ | ---------------- | ------------------------ | ------ | -------------------------------- | -------------------- |
| 時傑   | 直隸河間府故城縣 | 天順三年己卯科順天鄉試   |        |                                  | [ 11 ] [ 12 ]        |
| 李文彩 | 直隸保定府唐縣   | 景泰四年癸酉科順天鄉試   |        |                                  | [ 13 ]               |
| 侯裕   | 直隸真定府藁城縣 | 景泰四年癸酉科順天鄉試   |        |                                  | [ 14 ]               |
| 王某   | 直隸宣化府懷安縣 |                          |        | 名失載                           | [ 15 ]               |
| 吳璋   | 直隸蘇州府常熟縣 | 天順六年壬午科應天鄉試   | 字瑞夫 |                                  | [ 16 ] [ 17 ] [ 18 ] |
| 戴正   | 直隸揚州府江都縣 | 景泰七年丙子科應天鄉試   |        |                                  | [ 19 ] [ 20 ]        |
| 王銓   | 直隸太平府當塗縣 | 景泰四年癸酉科應天鄉試   |        | 有文光坊                         | [ 21 ]               |
| 梁謙   | 山東東昌府武城縣 | 天順六年壬午科山東鄉試   |        | 解元。有解元坊。娶參政劉昱孫女。 | [ 22 ] [ 23 ]        |
| 榮華   | 山東濟南府新城縣 | 景泰七年丙子科山東鄉試   |        |                                  | [ 24 ]               |
| 吳紳   | 山西遼州直隸州   | 天順三年己卯科山西鄉試   |        |                                  | [ 25 ]               |
| 程式   | 湖廣德安府孝感縣 | 景泰四年癸酉科湖廣鄉試   |        |                                  | [ 26 ] [ 27 ]        |
| 方穟   | 湖廣岳州府華容縣 | 景泰四年癸酉科湖廣鄉試   |        |                                  | [ 28 ]               |
| 張寶   | 湖廣黃州府黃岡縣 | 景泰四年癸酉科湖廣鄉試   |        | 歸葬                             | [ 29 ] [ 30 ]        |
| 胡英   | 湖廣永州府祁陽縣 | 天順六年壬午科湖廣鄉試   |        |                                  | [ 31 ] [ 32 ]        |
| 陸圭   | 浙江杭州府仁和縣 | 天順六年壬午科應天鄉試   | 字廷璧 |                                  | [ 33 ] [ 34 ]        |
| 吳春   | 浙江杭州府桐廬縣 | 天順六年壬午科浙江鄉試   | 字時陽 |                                  | [ 35 ] [ 36 ]        |
| 樓啟   | 浙江寧波府鄞縣   | 天順三年己卯科順天鄉試   |        |                                  | [ 37 ] [ 38 ]        |
| 呂翱   | 浙江嘉興府崇德縣 | 景泰四年癸酉科浙江鄉試   |        | 父呂珍                           | [ 39 ]               |
| 楊文   | 浙江紹興府蕭山縣 | 景泰元年庚午科浙江鄉試   |        |                                  | [ 40 ]               |
| 楊芸   | 浙江紹興府餘姚縣 | 景泰七年丙子科浙江鄉試   |        | 子楊節                           | [ 41 ]               |
| 馬思義 | 浙江嚴州府建德縣 | 景泰七年丙子科浙江鄉試   |        | 有登雲坊                         | [ 42 ] [ 43 ]        |
| 魯誠   | 浙江台州府天台縣 | 景泰七年丙子科浙江鄉試   |        |                                  | [ 44 ] [ 45 ]        |
| 吳野   | 江西廣信府貴溪縣 | 景泰四年癸酉科江西鄉試   | 字立之 |                                  | [ 46 ] [ 47 ]        |
| 王照   | 江西吉安府安福縣 | 景泰七年丙子科江西鄉試   |        | 子王偉                           | [ 48 ] [ 49 ]        |
| 王藹   | 江西吉安府安福縣 | 景泰四年癸酉科順天鄉試   |        |                                  | [ 50 ]               |
| 鄧謙   | 江西饒州府浮梁縣 | 天順三年己卯科江西鄉試   |        |                                  | [ 51 ] [ 52 ]        |
| 戴玘   | 江西饒州府浮梁縣 | 景泰四年癸酉科江西鄉試   |        |                                  | [ 53 ] [ 54 ]        |
| 李輿   | 江西吉安府永新縣 | 景泰四年癸酉科江西鄉試   |        |                                  | [ 55 ] [ 56 ]        |
| 劉毅   | 江西饒州府安仁縣 | 景泰四年癸酉科江西鄉試   | 字有執 |                                  | [ 57 ]               |
| 高潔   | 江西南昌府豐城縣 | 天順三年己卯科江西鄉試   | 字顒章 |                                  | [ 58 ]               |
| 珏     | 江西南昌府豐城縣 | 景泰元年庚午科江西鄉試   | 字質瑩 |                                  | [ 59 ] [ 60 ]        |
| 曾灝   | 江西南昌府豐城縣 | 正統九年甲子科江西鄉試   | 字伯江 |                                  | [ 61 ] [ 62 ]        |
| 胡黼   | 江西南昌府豐城縣 | 景泰元年庚午科江西鄉試   | 字賢佐 |                                  | [ 63 ] [ 64 ] [ 65 ] |
| 方玕   | 江西撫州府崇仁縣 | 天順六年壬午科江西鄉試   |        | 有世科坊                         | [ 66 ] [ 67 ]        |
| 饒琪   | 江西撫州府崇仁縣 | 天順六年壬午科江西鄉試   |        |                                  | [ 68 ] [ 69 ]        |
| 汪範   | 福建漳州府龍溪縣 | 景泰四年癸酉科福建鄉試   |        | 歸葬                             | [ 70 ] [ 71 ]        |
| 袁昌   | 福建福州府侯官縣 | 天順六年壬午科福建鄉試   | 字世隆 |                                  | [ 72 ]               |
| 林某   | 福建             |                          |        | 名待考                           | [ 73 ]               |
| 胡䎖   | 福建福州府閩縣   | 天順六年壬午科福建鄉試   |        |                                  | [ 74 ]               |
| 李烜   | 福建福州府閩縣   | 景泰七年丙子科福建鄉試   |        |                                  | [ 75 ] [ 76 ]        |
| 劉琮   | 廣東廣州府順德縣 | 天順三年己卯科廣東鄉試   |        |                                  | [ 77 ]               |
| 薛夔   | 廣東廣州府順德縣 | 天順三年己卯科廣東鄉試   | 字舜卿 |                                  | [ 78 ] [ 79 ] [ 80 ] |
| 余禧   | 廣東廣州府東莞縣 | 天順三年己卯科廣東鄉試   | 字德致 | 有鳴鳳坊                         | [ 81 ] [ 82 ]        |
| 陳安   | 廣東廣州府東莞縣 | 天順三年己卯科廣東鄉試   | 字文靜 | 解元                             | [ 83 ]               |
| 謝鑾   | 廣東潮州府海陽縣 | 景泰四年癸酉科廣東鄉試   |        |                                  | [ 84 ]               |
| 李相   | 四川成都府內江縣 | 天順六年壬午科四川鄉試   | 字邦輔 |                                  | [ 85 ]               |
| 錢昂   | 貴州普安衛       | 正統十二年丁卯科雲南鄉試 |        |                                  | [ 86 ]               |

## 倖免舉人
| 姓名   | 籍貫             | 鄉年                     | 生平           | 備註                              | 參考                 |
| ------ | ---------------- | ------------------------ | -------------- | --------------------------------- | -------------------- |
| 唐玨   | 直隸應天府溧陽縣 | 景泰七年丙子科應天鄉試   | 字桂軒         | 救火得疾急歸卒                    | [ 87 ]               |
| 趙資興 | 直隸應天府巢縣   | 天順三年己卯科應天鄉試   | 字嘉言         | 驚悸成疾年三十卒                  | [ 88 ]               |
| 閔珪   | 浙江湖州府烏程縣 | 景泰四年癸酉科浙江鄉試   |                |                                   | [ 89 ]               |
| 徐恪   | 直隸蘇州府常熟縣 | 景泰七年丙子科應天鄉試   |                |                                   | [ 90 ]               |
| 葉稠   | 浙江杭州府餘杭縣 | 景泰四年癸酉科浙江鄉試   |                |                                   |                      |
| 徐洪   | 浙江紹興府蕭山縣 | 天順六年壬午科浙江鄉試   |                |                                   | [ 91 ]               |
| 王瓊   | 山西太原府太原縣 | 成化十六年庚子科山西鄉試 |                |                                   | [ 92 ]               |
| 張文曜 | 浙江寧波府象山縣 | 天順六年壬午科浙江鄉試   |                |                                   | [ 93 ]               |
| 羅倫   | 江西吉安府永豐縣 | 景泰七年丙子科江西鄉試   |                | 成化狀元                          | [ 94 ] [ 95 ] [ 96 ] |
| 謝一夔 | 江西南昌府新建縣 |                          | 字大韶，號約齋 |                                   | [ 97 ]               |
| 劉安之 | 江西南昌府永新縣 | 天順六年壬午科江西鄉試   |                | 兄劉定之                          | [ 98 ]               |
| 傅瀚   | 江西臨江府新喻縣 | 天順三年己卯科江西鄉試   | 字曰川，號體齋 |                                   | [ 99 ]               |
| 曾謨   |                  | 天順六年壬午科江西鄉試   |                |                                   | [ 100 ]              |
| 婁諒   | 江西廣信府上饒縣 | 景泰四年癸酉科江西鄉試   | 字克貞，號一齋 |                                   | [ 101 ]              |
| 智深   | 山東濟南府青城縣 | 天順六年壬午科山東鄉試   |                | 官山西石州縣知縣 有登雲坊，在北街 | [ 102 ] [ 103 ]      |
| 陳文偉 | 湖廣武昌府武昌縣 |                          |                | 山東安丘知縣                      | [ 104 ]              |
| 劉大夏 | 湖廣岳州府華容縣 |                          |                |                                   | [ 105 ]              |
| 孔儒   | 湖廣武昌府嘉魚縣 | 景泰元年庚午科湖廣鄉試   | 字宗學         | 官至慶遠府知府                    | [ 106 ]              |
| 王孚   | 湖廣黃州府黃岡縣 | 景泰四年癸酉科湖廣鄉試   |                | 裦城縣敎諭                        | [ 107 ]              |
| 陳文偉 | 湖廣府江夏縣     |                          |                |                                   | [ 108 ]              |
| 石輅   | 陝西平涼府華亭縣 | 景泰七年丙子科陝西鄉試   |                |                                   | [ 109 ]              |
| 陳䪧   | 廣東廣州府東莞縣 | 景泰四年癸酉科廣東鄉試   | 字蒼崕         |                                   | [ 110 ]              |
| 雷澤   |                  |                          |                |                                   |                      |
| 鄭節   | 江西廣信府貴溪縣 |                          |                |                                   |                      |
| 張以弘 | 浙江紹興府山陰縣 |                          |                | 江西左叅議                        | [ 111 ]              |
| 吳野   | 山西定襄縣       |                          |                |                                   |                      |
| 蘇鏸   | 福建漳州府龍巖縣 |                          |                |                                   | [ 112 ]              |
| 張弼   | 直隸松江府華亭縣 |                          | 字汝弼         |                                   | [ 113 ]              |
| 卓越   |                  |                          |                |                                   | [ 114 ]              |

## 詩詞
時人有詩感歎此事，傳為吳縣人奚昌所作：
回祿如何也忌才，春風散作禮闈災。
碧桃難向天邊種，丹柱翻從火里開；
豪氣滿場爭吐焰，壯心一夜盡成灰。
曲江勝事今何在？白骨稜稜漫作堆。
彭孔坚有詩《春闈失火》
文運逢迍豈偶然，禮闈火𦦨勢連天。
數千蓆舍都焚盡，累百英才少見全。
徒負青雲騰驥足，難收白骨葬牛眠。
鄉関迢遞神魂杳，訃報人皆涕泗連。

### 引文
1. ↑  《大明英宗睿皇帝實錄·卷之三百四十九》：天順七年二月乙丑 禮部奏會試天下舉人 上命禮部右侍郎兼翰林院學士陳文尚寶司少卿兼翰林院修撰柯潛為考試官賜晏於禮部。
2. ↑  明藍格鈔本《九朝談纂不分卷·英宗》：天順癸未禮闈未撒棘而灾自試官以下焚死者千餘人嗚呼此文運之不幸天地之大厄也及明年甲申𠕂試得状元彭教時李西涯倪青谿𤽤同年也考之元豐迄今四百餘年事出一轍豈不有定数乎時有人詩悼曰回禄司衡也忌才東風忽變棘關灾碧桃未向天邉種丹桂先徔火裏開豪氣滿塲皆吐熖壮心一夜盡盛灰瓊林盛宴知誰在白骨稜稜漫作堆 述異補遺
3. ↑  《明史·卷二十九》：天順……七年……二月戊辰，會試天下舉人，火作於貢院，御史焦顯扃其門，燒殺舉子九十餘人。
4. ↑  《大明英宗睿皇帝實錄·卷之三百四十九》：天順七年二月戊辰 是日大風至晚試院火舉人死者甚眾翌日禮部以聞 上命改試於八月。
5. ↑  《大明英宗睿皇帝實錄·卷之三百四十九》：天順七年二月己巳 以試院火下知貢舉及監試等官禮部左侍郎鄒幹郎中俞欽主事張祥監察御史唐彬焦顯等於獄。尋宥幹複任。
6. ↑  《大明英宗睿皇帝實錄·卷之三百四十九》：天順七年二月丙子 禮科給事中何琮等言：國子監丞閻禹錫因試院災奏稱，「舉子遭火者多是平昔有學之士，一夕無辜抱忠而死，膏塗牆璧，肉食鳥雀使逾垣而出者咸有灰心環視而嘆者多去志，乞賜進士名色以表其門。」臣等見火死者，朝廷已命有司具棺埋葬士子。目睹德澤所及莫不感激奮勵，豈有灰心去志者哉！今禹錫調弄巧言而形容過情恣肆狂蕩，而奏對失實，宜正其罪。上曰：「爾等所言誠是。」下錦衣衛獄鞫之。
7. ↑  《萬曆野獲編·補遺》卷二：天順七年會試。科場遇火。焚死士子九十餘人。國子學正閻禹錫請贈以進士。上切責不許。既而如其言。皆贈進士出身。上親製文祭之。斂其骸為六大塚。葬於朝陽門外。題曰天下英才之墓。
8. ↑  《大明英宗睿皇帝實錄·卷之三百四十九》：天順七年二月丙戌 下工部左侍郎霍瑄右侍郎薛遠等錦衣衛獄。初，禮部以試院狹隘故遭火，請擇城中隙地改設之事，下工部議。瑄等擇安仁坊草場，請改為試院，造板房以易席舍及會計房屋物料以聞。上曰試院仍舊可也戶部草場豈宜擅易！命瑄遠自陳罪狀六科因劾瑄、遠專擅，遂並其屬郎中等官皆下獄。
9. ↑  《萬曆野獲編》：按天順七年癸未，會試首場，亦遇火，焚死舉人九十餘人，則試卷尚未成文。以故改本年八月再試，至次年二月臚唱，雖稱天順八年，而英宗已先一月升遐不及臨軒矣。英廟在御，鄉會二試，蓋兩罹鬱修云。
10. 1 2  《萬曆野獲編·補遺二》：贈進士 天順七年會試，科場遇火，焚死士子九十餘人，國子學正閻禹錫請贈以進士，上切責不許。既而如其言，皆贈進士出身，上親製文祭之，斂其骸為六大塚，葬於朝陽門外，題曰「天下英才之墓」。至弘治十七年，南禮部主事王偉，奏其父王照，以是年會試被焚，亦九十餘人之一人，今官無主守，歲無祭祀，各家子孫道遠不能省視，以致居民侵毀，乞令有司修築，立祠壇與之祭。上命順天府葺其牆垣，題其門匾，且立祭亭三間，奏刻英宗御製祭文，令人看守，禁絕樵采。兩朝聖恩加意於士子者厚矣。歲久事湮，漸不可問，至嘉靖末年，增築外城，則並六塚遺址，俱夷平陸矣。其如英廟聖製何？
11. ↑  明萬曆刻本《河間府志·卷之十二》：天順己卯科 時傑，故城人，場中火遇難。
12. ↑  （雍正）《故城縣志·卷之二》：時傑，癸未死于順天科塲火中。始屢有人夣傑状元及第，及遣官祭被焚諸舉子，惟傑以濕衣裹試卷在懷，識其姓名，御製祭文因署之曰英才時傑等。遂符其夢。
13. ↑  清光緒四年刻本《唐縣志·卷七》：李文彩，運孫，景泰癸酉，天順七年遇文場災。
14. ↑  民國二十三年鉛字重印本（嘉靖）《藁城縣志·卷之四》：侯裕，爵之姪，中景泰癸酉鄉試，卒於會試火灾。
15. ↑  清乾隆八年修二十二年訂補重刊本（乾隆）《宣化府志·卷之四十一》：同上 城西有火燒王進士葢嘉靖己丑禮闈火焚死後朝命贈進士者其人爲岳太常倫之壻今後裔無可考 同上（懷安縣志）。
16. ↑  清光緒九年刊本《蘇州府志·卷第六十一》：天順六年壬午科 常熟 吳璋，禮闈遇災，卒贈進士。
17. ↑  民國二十三年抄本（萬曆）《常熟縣私志·卷十》：吳璋字瑞夫琳從弟天順壬午舉于鄉會試死于塲火櫬歸復覆黄河以貢院災例贈進士璋頗暴于鄉而不得其死人以爲有天。
18. ↑  「天順七年，貢院災，舉人𣦸于火者九十人，俱贈進士出身，吾邑則有吳璋，然吳實爲暴于鄕，鄕人快之」，《皇明常熟文獻志》
19. ↑  （嘉靖）惟揚志38卷 嘉靖惟揚志卷之十九 明嘉靖刻本：七年丙子 戴正 江都人癸未㑹試回禄卒于塲屋。
20. ↑  （光緒）泰興縣志26卷首1卷末1卷 志餘二 泰興縣志末 清光緒十二年刻本：江都戴孝廉正家柴墟，天順六年冬，將與計偕乩卜休咎得一詩云：「絳雲繚繞大羅天，萬丈文光徹斗躔。識得闔廬城外路，夢中把臂話前緣。」明年會試場屋火，舉子死者九十餘人，有持硯斃鐘下者，硯有款識知為吳野。詔葬諸燼骨，立石表之曰：天下英才吳野等之墓。是年孝廉歾於闈中，乩詩甚驗。張中翰城時為經房考官故與孝廉識為之殯而歸其喪
21. ↑  明嘉靖刻本（嘉靖）重修太平府誌·卷之七》：景泰四年癸酉鄕試三人 王銓 府學生卒于禮闈災。
22. ↑  明嘉靖刻本《武城縣志·第七卷人物志》
23. ↑  「梁謙妻劉氏 武城人謙舉鄕試卒於會試文塲之火劉聞訃痛悼守節終身正德二年旌表」，嘉靖《山東通志·卷三十五》
24. ↑  清康熙三十三年刊本《康熙新城縣誌·卷之六》：景泰，榮華，丙子科，會場火救數人，力竭焚死，贈進士。
25. ↑  民國十八年補版重印本 光緒《遼州志·卷之四下》：吳紳，天順己卯科四名，習詩。會圍遭火死，贈進士。
26. ↑  清光緒八年刊本《孝感縣志·卷十二》䘏典：明天順 程式 程氏家譜 舉人 死會場災，贈癸未進士，浙江嚴州府同知……
27. ↑  董其昌《容臺文集·卷九》明誥贈大中大夫太僕寺卿程公暨湯淑人墓志銘：以避兵故自霍徙楚黃又自黃岡徙孝昌孝昌於是有程氏，三傳而為守訓公式，景泰庚午鄉舉。天順癸未，禮闈災，公恃其膂力，不蹈火於同儕之弱植者。或肩或負，凡脫者數十人。竟以不免。甲申特贈進士。時人有曰：程氏陰德之報，未有涯也。
28. ↑  明隆慶刻本《岳州府志·卷之五》：景泰癸酉 方穟，罹癸未會場災。
29. ↑  清乾隆二十四年刻本《黃岡縣志·卷之六》：景泰四年癸酉 張寶，本姓周，璘子。試場火死，賜進士。
30. ↑  （光緒）黃岡縣志24卷 黃岡縣志卷之十二 清光緒八年刻本：王孚，生而穎秀。童時與張寳共學於白鹿洞，後同舉於鄕。天順癸未會試，孚弟美玉與偕値貢院災美玉踚牆負孚出。後入尋寳，則頭面半毁，又負屍出，遂歸葬焉。孚後爲裦城敎諭應河南鄕試聘所至有方正聲。裦城有尙書子違敎令孚扑責之尙書怒孚遂乞歸建書院於西阜山莊以來學者。子簡邵武推官，筮夔州訓導。
31. ↑  「天順六年壬午科：胡英，字邦彥，殁於癸未場屋火災」，《康熙祁陽縣誌》卷四
32. ↑  清乾隆三十年刻本（乾隆）《祁陽縣志·卷之二》：飛騰坊爲天順壬午科舉人胡瑛立今圮
33. ↑  （康熙）仁和縣志28卷 仁和縣志卷之十 清康熙二十六年刻本：天順六年壬午科 陸圭 字廷璧應天中式癸未會試識屋災遂死火中英完……
34. ↑  （康熙）錢塘縣志36卷 錢塘縣志卷之十 清康熙刊本：七年癸未科欽賜進士 陸圭 時會塲試屋災圭焚死上憫之特賜及第試期改甲申舊附見鄕舉下今改正
35. ↑  明弘治刻本 姚文敏公遺稿10卷 姚文敏公遺稾卷之九：雙玉墓碣銘 雙玉墓者鄉貢進士吳春字時陽暨其妻姚氏淑卿之墓也春負才氣昂然玉立淑卿有賢德瑩然秀婉故名雙玉云春為邑庠生淑卿隨父任吏部侍郎年十六納春為壻夫婦相敬相愛未嘗疾言相爾我春從合淝王微學春秋三傳于寓館每歸淑卿戒曰君妙年當力學取功名何暇對婦人吃吃笑語耶春以為然徑就館累經月不一歸頗得春秋奧旨作文字有新致壬午赴浙江鄉試領薦明年會試禮部不幸場屋火遂沒淑卿聞驚踣殞地良久甦呼天大哭即求死母謂曰汝卽死獨不念汝父與我乎每哭幾絶父曰我中年人不禁痛苦淑卿遂聲不哭凡首飾衣服涉華麗者悉屏置笥篋坐臥褥席皆布素簪惟荊角自翦髮一指收夫餘髮纏繞金石扣鈕復以銀錠壓而束之藏篋底人固不知也其誓節之意有如金石矣三載未嘗露齒事父母極孝謹父退朝歸必問安否見顏色或不喜則蹙然不敢前良久慰問再三故父雖有不樂亦為之釋然間母病憂形於色躬調湯藥或因事被呵笑承之入惟垂泣凡母所欲為者代為之悉如意雖未入吳氏門拜公姑而孝敬之念
36. ↑  （萬曆）續修嚴州府志24卷 續修嚴州府志卷之十九 明萬曆刻本：國朝天順六年春桐廬縣猩猩入學宫是年俞藎俞澤吳春聯領鄉荐次年藎澤俱登第
37. ↑  清康熙二十五年刻本《鄞縣誌·卷之十一》：英宗天順三年己卯科 樓啟，順天中式。
38. ↑  《湧幢小品·卷六二十五》：樓啟墓志，天順七年會場之火大風，士焚死者百有十六人，鄞人樓啟者與焉，先期楊晉菴守陳，夢有人求樓志銘者，心異之，後果如夢。
39. ↑  明萬曆二十八年刊本《嘉興府志·第十六卷》：癸酉 呂翱，珍子，赴春闈遭火厄。俱崇德人。
40. ↑  明萬曆刻本《紹興府志·卷之二十三》：景泰元年 蕭山 楊文，天順七年禮闈焚死，賜祭葬，贈進士。
41. ↑  明萬曆《新脩餘姚縣志·卷之十四》：楊芸妻薛氏天順癸未芸以鄉貢試禮闈是年禮闈災芸焚死薛時尙豐少誓無他志成化壬申大風雨……。
42. ↑  明萬曆六年刊本《嚴州府志·卷之十二》：景泰七年 馬思義，建德人。
43. ↑  清乾隆十九年刻本《建德縣誌·卷八》：馬景福，器宇端方，性篤友愛，獨力起家，貲產分推諸弟，歲饑，周恤鄕鄰，有稱貸者，久則取劵焚之，以閭里艱於汲疏，鑿純孝坊甘泉井方廣𠀋餘，覆以石欄并眼有六，郡守萬觀旌曰「德沛甘泉」，孝亷何琮爲文紀其事，屢舉賓筵，年八十四卒，子思義，領景泰丙子鄕薦，罹會塲災，殞於火，特贈進士。
44. ↑  民國二十五年鉛印本（民國）《台州府志·卷一百二十七》：萬歷天台志 魯誠妻洪氏天台人誠以癸未試禮部死於火洪守節以壽終女嫁王亦年幼夫亡秉志不易母老多疾委家歸養凡二十年無怠鄕人敬之。
45. ↑  民國二十五年鉛印本（民國）《台州府志·卷二十四》：七年丙子科 魯誠，第十七名，穆孫。康熙縣志癸未會試死於火贈進士。
46. ↑  明嘉靖刻本（嘉靖）廣信府志·卷十三》：景泰癸酉 吳野，立之。
47. ↑  《乾隆貴溪縣誌》：「呉野，甘蘓人，以天順甲申科會塲火灾贈進士〔舊志〕按江懋榖《嘉靖府志》註「立之侄，仕終知縣」，火榜之事或其名同者，疑有誤，辨見雜記」
48. ↑  明萬曆十三年刻本（萬曆）《吉安府志·卷之八》舉人（景泰）七年 王照。
49. ↑   清光緒《吉安府志·卷三十五》：王偉，字資邁，安福人，父照景泰七年鄉舉天順七年禮闈火，死者幾百人，照與焉，英廟憫之，令收遺骨煨燼中，賜葬朝陽門外，偉時甫九歲，執喪如成人，宏治二年舉於鄉。
50. ↑  清同治十一年刻本（同治）《安福縣志·卷八》：王藹，順天中，天順七年癸未禮闈火焚斃，賜祭葬。
51. ↑  明嘉靖刻本《江西通志·卷之九》：天順三年己卯鄉試 鄧謙。
52. ↑  「鄧謙，益之，里仁人，癸未沒于南宮火，詔贈進士」，《浮梁縣志》
53. ↑  明嘉靖刻本《江西通志·卷之九》：景泰四年癸酉鄉試 戴玘。
54. ↑   清道光十二年補刻本《浮梁縣志·卷之十一》：天順八年甲申 此榜通志不載鄧謙、戴玘，蓋二人以癸未場屋災而歿。詔贈進士也。
55. ↑  （同治）永新縣志26卷 永新縣志卷十一 清同治十三年刻本：天順七年癸未欽賜進士 李 輿 是年二月會試場屋災焚死者九十餘人輿與焉上憐之俱賜進士。
56. ↑  （光緒）吉安府志53卷 吉安府志卷二十一 清光緒元年刊本：案先年二月癸未會試場屋災舉人焚死者九十餘人俱賜進士見明史選舉志賜葬諭祭見貢舉考安福有王照王藹永新李輿亦其一也改期入月會試踰年三月始廷試
57. ↑  清同治十一年刻本《安仁縣志》：景泰四年癸酉科 劉毅，字有執，南隅人，天順甲辰會試，禮闈災，死於火。詔賜進士。
58. ↑  明萬曆十六年刻本《新修南昌府志·卷之十七》：三年己卯鄉試 高潔，勤學力行，遇南省火災卒。
59. ↑  明萬曆十六年刻本《新修南昌府志·卷之十七》：景泰元年庚午鄉試
60. ↑  清道光五年刊本（道光）《豐城縣志·卷之七》：景泰元年庚午鄕試 解元張業 涂珏，字質瑩，東城人。春闈遇火災。贈進士。
61. ↑  明嘉靖刻本《豐乘·卷之二》
62. ↑  清道光五年刊本（道光）《豐城縣志·卷之七》：正統九年甲子鄕試 解元陳律吉 曾 灝 字伯江石坑人性至孝春闈遇火災贈進士。
63. ↑  明萬曆十六年刻本《新修南昌府志·卷之十七》：景泰元年庚午鄉試
64. ↑  《康熙豐城縣誌》：天順七年癸未春闈灾遇灾者四人：高潔、涂珏、曾灝、胡黼，詔俱贈進士賜祭。
65. ↑  清道光五年刊本（道光）《豐城縣志·卷之七》：景泰元年庚午鄕試 解元張業 胡黻 字賢佐旗塘人春闈罹火災贈進士
66. ↑  明嘉靖刻本《江西通志·卷之二十》：天順六年壬午鄉試 方玕，崇仁人。
67. ↑  「方玕，矩子，天順七年癸未會場罹火死，賜英才進士」，（同治）《崇仁縣志》卷七之二
68. ↑  明嘉靖刻本《江西通志·卷之二十》：天順六年壬午鄉試 饒琪。
69. ↑  「饒琪，旭子，天順七年癸未會場罹火死，賜英才進士」，（同治）《崇仁縣志》卷七之二
70. ↑  （乾隆）龍溪縣志24卷 龍溪縣志卷之十八 清乾隆二十七年刻本：顔氏，舉人汪範妻。天順癸酉，範領鄕薦。癸未會試，挈顔以行。其年，塲屋災焚死九十三人，範與焉。顔於灰燼中求得夫屍具棺殮護而南葬故山。姑徐氏已老，顔年穉子糿，矢志不二。以壽終。
71. ↑  「景泰四年癸酉科……汪範，凱子，卒於火場」，《閩書》卷之一百十八-英舊志-縉紳-漳州府龍溪縣
72. ↑  《閩書》卷七十五-英舊志-縉紳-福州府侯官縣-六年壬午科福建鄉試「天順六年壬午科……袁昌，癸未塲屋焚死賜進士」
73. ↑  明嘉靖四十五年刊本（嘉靖）《徽州府志·卷之十七》：饒欽，字克恭，祁門胥山人。天順庚辰進士，授户部陜西司主事。有福建林舉人者，以白金一緘寄欽，而入會試，死于火。欽召其家僮還之，家僮初不知也，欽行素不欺。由此名益顯。嘗差監收通州等處糧儲，平料量時出納，軍民便之。改南京户部，建議修造烏龍潭等處倉厫。尋遷澂江府知府，澂江古荒服地，夷羅雜處。欽至，首興學校，與民休息，民俗丕變。所属路南州土官無子，欲以女襲職，厚賂欽，却不受。即日上奏，以職官易之。王恕廵撫雲南，属吏望風解印，獨謂欽有古循吏體，特剡薦之入覲。民為之攀轅泣。
74. ↑  「六年壬午……胡䎖俱府學 䎖，翔弟癸未塲屋火焚死賜進士」，《閩書》卷七十三-英舊志-縉紳-福州府閩縣-六年壬午科福建鄉試
75. ↑  清文淵閣四庫全書本《福建通志·卷三十七》：景泰七年丙子 李烜，癸未場屋被焚死，賜進士。
76. ↑  「鄉貢士李烜妻陳氏，閩縣人，天順七年烜會試京師，塲屋火被焚死，陳氏聞訃號擗絶而復甦，峕年方二十有九，舅姑俱垂老，子賔甫四歲，家貧，陳氏拮据經營養老子㓜，以壽終，朝廷旌表其門」，（正德）《福州府志》卷三十
77. ↑  《咸豐順德縣志·卷之三十二》：劉琮，天順己卯舉人，與張善昭、陳珷友善。癸未同試春官南宮火，善昭先踰牆免。琮因救珷踰垣，珷得下，琮肥胖不能上，遂被焚死。善昭旁皇數日，於煨燼中得骸骨，扶柩歸葬。琮特賜進士。後陳舉進士，官御史，以直諫放歸，割宅邊地奉琮祀焉。龍江鄉志
78. ↑  明嘉靖刻本《廣東通志初藁·卷之二十》：天順三年己卯 薛夔以上順德。
79. ↑  （民國）順德縣志24卷 順德縣志卷八 民國十八年刻本：薛夔 字舜卿天順七年癸未科特賜進士
80. ↑  「七年癸未禮闈火，舉人劉琮、薛夔死焉，特賜進士」，《順德龍江鄉志》
81. ↑  （民國）《東莞縣志·卷四十五》：余禧，字德致，已卯科，春秋。七年會試遭燹，蒙賜祭葬，祭於雞鳴山，贈同進士出身。
82. ↑  《新修東莞侯山余氏族譜》：諱禧，天順丁卯科以春秋中式舉人，癸未會試遭燹。御賜葬祭於雞鳴山，贈進士。
83. ↑  民國《東莞縣志·卷四十五》：陳安字文靜三年已卯科解元詩○阮通志云癸未會試遭火特賜進士。
84. ↑  （乾隆）潮州府志42卷 卷二十六 清光緒十九年重刊本：廷試成化元年乙酉謝 鑾海陽人次塲火災焚死擬卷第一欽賜進士
85. ↑  清嘉慶間稿本（嘉慶）《內江縣志·卷三十八》：李相，字邦輔，天順壬午舉人，癸未會試貢院火被焚死者九十人相與焉。朝廷憐之，俱賜進士。相有才氣，卒年僅二十五。五清劉公爲傳以哀之。
86. ↑  明弘治間刻本（弘治）《貴州圖經新志·卷之十》：錢昂 普安衛人正統十二年舉人卒於禮闈之火。
87. ↑  清嘉慶十八年修光緒二十二年重刻本《溧陽縣志·卷十二》：唐玨，字桂軒，景泰丙子科舉人，篤學好義，武力絕倫，禮闈火，玨舉傾柱撲救之，得疾遄歸卒。……
88. ↑  （雍正）巢縣志22卷 巢縣志卷之十五 清雍正八年刻本：天順己卯科趙資興 字嘉言頴悟過人書法遒勁會試值禮闈災驚悸成疾年三十卒。
89. ↑  名世類苑46卷 國朝名世類苑卷四十五 明萬曆四年刻本：閔莊懿入郡齋誦書，東楹忽疾風迅雷，大雨如注，衣領皆濕。移書就西楹，未及展誦，忽震雷擊碎東楹，棟瓦無一遺者，公獲無恙。天順癸未，公赴會試，文塲災，恍惚若有神助，公以蚤投卷不預難。二事人皆異之。
90. ↑  棗林雜俎12卷 棗林雜俎聖集 清鈔本：焚闈天順癸未禮闈火貢士焚死百十人並賜進士諭祭吉水羅狀元 倫 常熟徐侍郎 恪 俱若有人提出之者。餘杭葉御史 稠 夢神告以衷緋而入及濱危吏卒謂緋者官紳也果救免。
91. ↑  明嘉靖四年陸鈳刻本《碧川文選·卷四》：刑部員外郎徐君墓誌銘 故奉訓大夫刑部河南司員外郎徐君諱洪字公漙……天順六年領鄉薦明年禮闈災君趨避棘垣下火已廹有人從後舉之得上乘垣反顧其下已在煙熖中矣蓋有天幸焉……
92. ↑  《原李耳載》：會場失火 晉溪先生王公七歲，見樹影即以手畫地，曰是某字。人呼為天識字。舉神童，有仙女與處。鄉薦後北上，仙女云：「今科會試，不得如期，臨時方可語耳。」 將入場，仙女云：「場中有火災，舉子傷者甚眾，輕重生死皆數定，君幸不罹此厄。明日場中火起，宜向某方避。後一人帶火趕來，勿顧，拽之，當用足蹬脫，火便熄，方可援升。此君後與君同榜。」至場，果火起，愈撲愈熾，如所言避之，仙女立牆頭俟焉，遂拽之得上。後一人帶火，以手拽，蹬之，火即滅，王公與仙女共引手援之。公以會魁，官至塚宰，加少保，為經濟名臣，諡恭襄。所著有《三邊奉議》，宇內推重。所援同脫者，亦以同年位至卿貳。
93. ↑  （康熙）象山縣志16卷 象山縣志卷之十二 清康熙三十七年刻本：弘治癸未邑人張文曜入會試場火焚舉子屋被害者衆而文曜見空中一神以兩手翼之出曰我張眞君也幸免於火文曜以次年甲申登第。
94. ↑  （順治）吉安府永豐縣志6卷 吉安永豐縣志卷之五 清康熙元年刻本：……景泰丙子領鄉薦癸未赴春官塲屋灾倫扳垣呼曰吾乎生無毫髪得罪於天今乃至此如吾親何湏史垣上一老人以杖提而岀比招老人謝之不見未幾丁外艱奔喪執禮如初成化丙戌登進士第一……
95. ↑  名世類苑46卷 國朝名世類苑卷四十五 明萬曆四年刻本：羅一峰先生領鄉薦，癸未赴春闈，遭囘祿，呼曰：「吾平生無毫髮得罪於天今乃至此奈吾親何！」須臾，垣上一老人以杖提而出時捐軀者幾二千人，而先生獲免出招老人竟無所得。丙戌，遂第狀元。庚巳編
羅一峰赴試時，有一水手夢中與語之曰：明日附舟乃羅狀元明日果有秀士來附舟詢其姓則是衆皆驚訝倫赴春闈道蘇州爲文謁范文正公祠是夕宿舟中夢文正遺之詩曰：「賜帶横腰重，宫花壓帽斜。勸君少飮酒，不久臥煙霞。」天順癸未，赴試春闈，暮宿邸舍。其家奉盥盆中，有金鐶一隻。羅僕取之。明日早行，謂僕曰：「此去京城尚遠，又缺路貲，如何？」僕曰：「公無憂，夜來于盆中獲一耳鐶，足以爲貲。」倫怒索其鐶而還之。比至則其婦爲夫所逼欲捐生，感謝不已。旣而入塲被火，賴謝大韶出之。人以爲隂隲之報。倫有詩寄大韶曰：「曾同丙子看鄉榜，丙戌春闈又在門。南省再生眞父母，西湖歸老任乾坤。」成化丙戌，倫與同邑劉忠同赴春闈，因至遲舍館盡屬他人覓一暗室塵垢繞梁方掃除忽梁上墜一軸細拂去其塵圖有一枝梅上棲雙鵲款書報狀元三字羅懐之至揭榜二人皆登第倫則狀元也 典故
96. ↑  一峯文集14卷 一峯文集巻十三 清乾隆文淵閣四庫全書鈔浙江汪汝瑮家藏本：奉寄大韶謝先生癸未南省火先生出予于厄：曽同丙子㸔鄉榜，丙戌登科更在門。南省再生真父母，西湖歸老任乾坤。十年不見先生面，多病難忘聖主恩。獨立蒼茫回白首，滿蹊桃李竟何言。
97. ↑  明萬曆間繡水沈氏尚白齋刻寳顔堂秘笈本《泉南雜志·卷上》泉州志天順七年會闈大火焚死千餘人上憐之賜死者俱進士余意千餘人中亦必有供事人員恐未可謂俱賜進士因查弇山堂別集科試考是年癸未會試舉人死于火者九十餘人主試官俱越墻免事聞贈死者俱進士出身然則舍舉人外其他九百餘人乃供事員役明矣又按名世類苑是年羅文毅公亦在闈中賴謝大韶出之公有詩寄大韶云曾同丙子看鄉榜丙戌春闈又在門南省再逢眞父母西湖歸老任乾坤庚巳編則云一峰先生遭回祿垣上一老人以杖提而出時捐軀者幾二千人而先生獲免出招老人竟無所得愚謂垣上老人或卽大韶被災人數亦各舉大槪故不同耳
98. ↑  出處：河上楮談3卷，（明）朱孟震撰，明萬曆刻本：以待先生先生年四十無子翁勸之買妾曰吾荘居張姓者有女三俱水適人儻有意余為君聘其長者於是擇日令其室會先生之室俾於莊居見其女女稍聞之避山後萬松中不可得見止次女侍前奉巵酒因相與謀曰長者去無福次者當之可也乃共取鐶繫其耳於是次女竟歸先生是生文安公與方伯少叅春元四人文安貴封夫人年八十餘尚徤稍前知未來事。天順癸未二月十五夜，文安弟試禮闈。夫人忽曰：今夕月色紅甚，恐禮闈有事。是禮闈果災，文安弟僅以身免。
99. ↑  出處：本朝分省人物考115卷，（明）過庭訓撰，明天啓刻本：傅瀚 傅瀚字曰川臨江府新喻縣人自少秀異讀書過目成誦始就外傅則往往推究奥義人多奇之天順癸未會試科塲災寢疾幾殆忽神人見夢曰勿憂也公前程遠大疾今愈矣其年八月終會試甲申賜同進士出身……
100. ↑  （光緒）江西通志180卷     江西通志卷一百七十三     清光緒七年刻本：曾謨
101. ↑  《崇仁學案·教諭婁一齋先生諒》：婁諒字克貞，別號一齋，廣信上饒人。……景泰癸酉，舉於鄉，退而讀書十餘年，始上春官，至杭復返。明年天順甲申再上，登乙榜，分教成都。尋告歸，以著書造就後學為事。……先生靜久而明，杭州之返，人問云何，先生曰：“此行非惟不第，且有危禍。”春闈果災，舉子多焚死者。
102. ↑  （乾隆）青城縣志12卷 青城縣卷之六 清乾隆二十四年刻本：智深，天順壬午科任山西石州知縣。
103. ↑  清乾隆二十四年刻本（乾隆）《青城縣志·卷之十》：天順壬午邑諸生智深緩步村外見有雲下趨視之則異物也醉如泥以襟覆之歸封書笥自辰至午寂然若無物深偶以事去去屢顧其妻疑焉微起封而物已在屋上矣曰多謝智公原無他腸不過欲問功名耳中在眼前第中後無會試無選官是科捷三人深與焉。明年赴禮闈，塲屋火多死，深幾不免。俄以空中有挽其髮提之出者。及謁選，除山西石州。毆死車姓者以故殺論抵其妻走闕下聲寃寃一聲登聞鼓自鳴因得末減戍遼深至遼掌衛事者為某弁極口謝多儀更不知誰饋之儀也即令還鄉道經山海關時關門有精風鑒者所得無算見深過□恩人到矣延至密室盡以所得與之曰公識我耶公□不聽吾言書笥之恩今已三報矣吾亦從此逝矣□何物精靈前知爾爾更不負恩施也事近怪而眞□足以愧世反覆儇薄背恩逆施者于永清傳。
104. ↑  清光緒間吳縣潘氏刻功順堂叢書本《廣陽雜記卷·第一》 ：陳文偉，武昌人，膂力過人，嘗五更之田間，猛虎撲地而來，乃兩手搏虎肩，而足蹴虎勢，虎死。後應會試，場屋火，以右手抵牆頭，左手持同事人履肩而出者幾千人。火勢迫，乃揖後至者曰：吾力只此矣！遂名動天下。後爲山東安邱令。
105. ↑  民國十九年排印本（光緒）《華容縣志·十五》：石門山三神堂神爲隋嘉州剌史趙昱明初土人左氏方犁田聞金鼓聲掘出神座金上有兵書一冊後著靈異宣德間配以五顯晏公號三神行儺天順癸未劉忠宣公會試棘闈火起忽見一朱衣人青面於煙靄中負出即不知所在以是神之名益重社首常以香錢積穀至數萬石鄉人婚娶時出以相助歲荒亦然有古里社義倉意今無矣。
106. ↑  清康熙二十六年刻本（康熙）湖廣武昌府志·卷之七》：孔儒，字宗學，嘉魚人。景泰庚午舉於鄉，丁丑會試，塲屋灾，闈中官司逃火，倉茫奪路，衆擁擠，失門所在。儒升牆端引手拯出者無數。事聞，上索牆端舉子姓名，衆以儒報，隨召入諭勞，不俟終闈卽賜進士第，授巡城監察御史，屢疏建白，動關大計。嘗以星變條陳災異，指斥無所忌諱。清軍南浙，益樹風節。後除慶遠知府致仕。
107. ↑  清光緒八年刻本（光緒《黃岡縣志·卷之十二》：王孚，生而穎秀。童時與張寳共學於白鹿洞，後同舉於鄕。天順癸未會試，孚弟美玉與偕値貢院災美玉踚牆負孚出。後入尋寳，則頭面半毁，又負屍出，遂歸葬焉。孚後爲裦城敎諭。應河南鄕試聘。所至有方正聲。裦城有尙書子違敎令孚扑責之尙書怒孚遂乞歸建書院於西阜山莊以來學者。子簡，邵武推官，筮夔州訓導。
108. ↑  民國劉氏嘉業堂刻章氏遺書本（嘉慶）湖北通志檢存稿4卷 湖北通志檢存稿  陳文偉江夏人中正統丁卯武科膐力過人常曉行遇虎手搏斃之會試場屋火文偉左據牆右持同試生超踴而出活若干人除安邱知縣有盜百餘掠庫金去文偉單騎挾彈馳追發彈中其左目再發中右賊皆伏地請送金還文偉以一騎尾後賊抵縣請死文偉曰若自
109. ↑  明嘉靖刻本《校補平凉府志·卷之十一》：石輅，儀城人，景泰七年舉人，有膂力，善騎𧲣，性勤慎。成化會試場災，士爭踰墻，輅援之悉生。
110. ↑  清康熙三十六年刻本（康熙）廣東通志30卷 廣東通志卷之十六：陳䪧 字蒼崖東莞人登景泰鄉薦天順癸未會塲火䪧躍身牆以足救舉子七十餘人時稱陳神仙成化間判瓊府。
111. ↑  明嘉靖刻清修本《東泉文集·卷之七》：明故朝列大夫江西左叅議張公墓誌銘 試禮闈不□□□太學友天下知名士與之磨礲灌養□□益大進執經請益者繼於門天順癸未再試禮闈值火變幾危而免人以是占公成化巳丑舉進士拜兵科給事中多所論列時吏部除南北吏槩爲選授積有煩言公白其事尚書尹公自是法更後宫或以寵進公抗䟽陳不可状且曰恐貽後世譏䟽入被譴巳而釋不問大臣有與中貴人私煽福禍以動天下無敢誦言攻之者公首率同列發其啓釁濫爵等數罪上爲落大臣職謫爲民公論事尤知大體保
112. ↑  露書14卷，（明）姚旅撰，明天啓刻本：蘇鏸入春闈闈中忽失火家中素䖍玄帝忽見帝傍侍一人舉已過墻得免火厄。是科蘇得㨗。
113. ↑  清乾隆文淵閣四庫全書鈔浙江孫仰曾家藏本《珊瑚網·卷十四》：張汝弼翰墨 友弟張弼頓首貳教用亨先生執事：禮闈之火，區區幸得無恙，不勝幸矣。秋間事尚未知何如今日仝羡執事之優㳺清適猶誇鸞鶴而翔寥廓也何可得哉火後移。
114. ↑  明崇禎刻本（崇禎）閩書154卷 閩書卷之一百二十二 ：卓越字彦材知永嘉廉而有爲事上不阿提舉市舶中官徵求擾攘挺身折之改金鄉縣越將生時其母臥室軋軋有聲驚疑他徙已室後山崩壞室裂石有卓越二字故以越名後赴禮部途遇賊匿水中覺有人捧其足天順癸未禮闈火越遇巨人蹴背踰牆岀人稱三異
115. ↑  《菽園雜記·卷二》：天順癸未，貢院火。皆以其年八月會試，明年三月殿試，於是二次有甲申科。貢院火時，舉人死者九十餘人，好事者為詩云：「回祿如何也忌才，春風散作禮闈災。碧桃難向天邊種，丹柱翻從火里開；豪氣滿場爭吐焰，壯心一夜盡成灰。曲江勝事今何在？白骨稜稜漫作堆。」至今誦之，令人傷感。或云蘇州奚昌元啟作。
116. ↑  明弘治十年彭氏自刻本《逸窩詩集·卷之一》：春闈失火文運逢迍豈偶然禮闈火𦦨勢連天數千蓆舍都焚盡累百英才少見全徒負青雲騰驥足難收白骨葬牛眠鄉関迢逓神魂杳訃報人皆涕泗連

### 書目
- 陶易，《贡院火灾悲喜录》
- 《大明英宗睿皇帝實錄》